# Рестрикционизм
Рестрикционизм (от англ. restriction — ограничение) — сознательное ограничение работниками своей производительности труда, использование не в полную силу своих физических и умственных способностей при выполнении служебных обязанностей. Может выступать формой пассивного сопротивления нововведениям или саботажа со стороны сотрудников.

## Причины использования рестрикционизма
1. Рестрикционизм применяется работниками и профсоюзами для давления на работодателей в том случае, если владельцы предприятия отказываются выполнить их требования. Устраивается своеобразная забастовка: сотрудники являются на службу и выполняют свои обязанности строго в рамках официальных должностных инструкций. Поскольку эффективность любой профессиональной деятельности выходит далеко за рамки формальных критериев, отображенных в официальных документах, общая производительность труда в такой компании резко падает. В то же время владельцы предприятия не могут уволить находящихся под защитой профсоюзов работников, поскольку юридически они не нарушают никаких норм и предписаний. В этом случае работодатели вынуждены уступать: повышать зарплату или предоставлять дополнительные льготы.
2. Возникновению рестрикционизма также могут способствовать плохие условия труда (удлиненный рабочий день, теснота помещений), характер труда (работа, требующая большого нервного напряжения и чрезмерной концентрации внимания), организация труда (несвоевременное обеспечение материалами и инструментами, отсутствие согласованности между подразделениями).
3. Причиной рестрикционизма может стать нормирование труда. Средняя норма выработки является удобной только для середняков и отстающих, но не для передовых рабочих, вредной для оптимального функционирования производства в целом.

## Причины рестрикционизма как явления
Совместная и однородная работа значительного количества людей при одинаковой оплате их ежедневной выработки приводит к тому, что «наилучшие» рабочие постепенно, но верно замедляют темп работы до темпа «наихудших».

## Интернет-ресурсы
- Рестрикционизм. Дата обращения: 10 октября 2010.
- Кравченко А.И. Феномен "работы с прохладцей". Дата обращения: 10 октября 2010.